# نوتوسوكيات
النوتوسوكيات هي فصيلة جندوانية من النوتوسوكيا. وكانت تمساحيات شكل أرضية ذات أجسام صغيرة الحجم عاشت خلال الطباشيري المتأخر.